# Cleidion bracteosum
Cleidion bracteosum är en törelväxtart som beskrevs av François Gagnepain. Cleidion bracteosum ingår i släktet Cleidion och familjen törelväxter.
Artens utbredningsområde är Vietnam. Inga underarter finns listade i Catalogue of Life.